# Uniunea Rusă de Fotbal
Uniunea Rusă de Fotbal (rusă Российский Футбольный Союз, Rossiyskiy Futbolnyy Soyuz sau RFS) este forul principal de fotbal din Rusia.
Din cauza invaziei ruse a Ucrainei din 2022, FIFA și UEFA au suspendat toate echipele ruse, fie echipe reprezentative naționale sau cluburi, până la o nouă notificare. Uniunea Rusă de Fotbal a luat în calcul afilierea la AFC din 2023.